# Municipio de Sullivan (Ohio)
El municipio de Sullivan (en inglés: Sullivan Township) es un municipio ubicado en el condado de Ashland en el estado estadounidense de Ohio. En el año 2010 tenía una población de 2513 habitantes y una densidad poblacional de 37,95 personas por km².

## Geografía
El municipio de Sullivan se encuentra ubicado en las coordenadas 41°1′45″N 82°13′17″O / 41.02917, -82.22139. Según la Oficina del Censo de los Estados Unidos, el municipio tiene una superficie total de 66.22 km², de la cual 65,82 km² corresponden a tierra firme y (0,6 %) 0,4 km² es agua.

## Demografía
Según el censo de 2010, había 2513 personas residiendo en el municipio de Sullivan. La densidad de población era de 37,95 hab./km². De los 2513 habitantes, el municipio de Sullivan estaba compuesto por el 98,17 % blancos, el 0,32 % eran afroamericanos, el 0,28 % eran amerindios, el 0,12 % eran asiáticos, el 0,04 % eran de otras razas y el 1,07 % eran de una mezcla de razas. Del total de la población el 1,27 % eran hispanos o latinos de cualquier raza.